# Kǒng Shàngrèn
Kǒng Shàngrèn (孔尚任) (Qufu, 1648 – 1718) è stato un poeta, storico e drammaturgo cinese, della dinastia Qing.
Discendente di Confucio, intraprese la carriera di funzionario, che abbandonò dopo il successo delle sue opere per dedicarsi interamente alla poesia e al teatro.
La sua opera più famosa è Il ventaglio dai fiori di pesco (桃花扇 - Pinyin: Táo Huā Shàn), un'opera che si inserisce nel genere chuánqí, noto anche come racconto meraviglioso, e che è entrata a far parte del repertorio tradizionale delle compagnie Kūnqǔ.
Impegnato nella trasmissione dei principi confuciani, Kǒng Shàngrèn scrisse anche opere storiche, saggi teorici sul teatro e note interpretative della sua opera.

## Biografia
Kǒng Shàngrèn era discendente di Confucio della 64° generazione ed era uno dei più dotti della sua famiglia, sebbene non appartenesse a un rango particolarmente elevato. Nel dicembre del 1684 ebbe l'occasione di mostrare all'imperatore Kangxi il tempio di Confucio nella sua città natale, la stessa del grande filosofo. Inoltre tenne una lezione sul Grande Studio al cospetto dell'imperatore, esperienza che gli consentì di intraprendere la carriera di mandarino a Pechino.
Come assistente del funzionario Sun Zaifeng (孫在豐, 1644-1689) ebbe modo di viaggiare in molte regioni dell'impero, come l'Henan, il Jiangsu e lo Jiangnan. Rimase particolarmente colpito dall'area di Nanchino, a cui proposito scrisse poesie e opere di diverso genere. A Pechino ebbe modo di approfondire l'opera cinese grazie al suo mentore Gu Cai (顧彩, 1650-1718, drammaturgo) e di intraprendere la difficile arte del tianci (填詞, "paroliere") e della scrittura nel genere chuánqí.
Kǒng Shàngrèn scrisse solo due opere teatrali. La prima fu scritta in collaborazione con Gu Cai ed è incentrata sullo xiao hulei (小忽雷, "piccolo tornante"), un antico strumento musicale della dinastia Tang di cui Kǒng Shàngrèn era in possesso. La seconda opera è il capolavoro Il ventaglio dai fiori di pesco, ambientato durante la caduta della dinastia Ming.
Dopo il completamento del suo capolavoro, Kǒng Shàngrèn cadde in disgrazia e dovette rinunciare al suo incarico di funzionario a Pechino per ignote ragioni, tornandosene quindi nella nativa Qufu. Ciò nonostante, restò uno dei più grandi drammaturghi della dinastia Qing e produsse molte altre opere occupandosi di genealogia familiare, di storia locale all'epoca di Confucio, di antichi rituali e in particolare del loro aspetto musicale. Le sue raccolte di poesie mostrano finezza e grande sensibilità.